# Estación de Sorgues - Châteauneuf-du-Pape
La estación de Sorgues - Châteauneuf-du-Pape es una estación ferroviaria francesa de la línea París - Marsella, situada en la comuna de Sorgues, en el departamento de Vaucluse, en la región de Ródano-Alpes. Por ella transitan únicamente trenes regionales. 

## Situación ferroviaria
La estación se encuentra en la línea férrea París-Marsella (PK 731,415). Se encuentra además al origen de la línea férrea que lleva hasta Carpentras, una línea que sólo mantiene tráfico de mercancías. 

## Descripción
La estación se compone de dos andenes, uno lateral y otro central al que acceden tres vías. Existen, además, varias vías de servicio. El cambio de andén se realiza desde 1995 gracias a una pasarela. 

## Servicios ferroviarios

### Regionales
Los TER Ródano Alpes recorre el siguiente trazado:
- Línea Lyon - Aviñón.